# Платея (опера)
«Плате́я» (полное название — «Платея, или Ревнивая Юнона»; фр. Platée ou Junon Jalouse, RCT 53) — опера-балет Жана-Филиппа Рамо с прологом в трёх действиях на либретто Адриена-Жозефа Ле Валуа д’Орвиля. Рамо приобрёл права на либретто Жака Отро (1657—1745) и поручил д’Орвилю переработать его. Основным источником сюжета является миф, изложенный греческим писателем Павсанием в его «Описании Эллады». Премьера состоялась 31 марта 1745 года в Больших конюшнях Версальского дворца.

## История создания

### Либретто
В основу сюжета был положен рассказ о происхождении названия города Платеи. Согласно Павсанию, Юпитер, желая подшутить над ревнивой женой, устроил шуточную свадебную церемонию, где роль его невесты «сыграл» разряженный деревянный идол (Платея). Юнона, сорвав в ярости фату с «невесты», обнаружила подлог, и, рассмеявшись, простила своего неверного мужа.
Жак Отро по собственному признанию сочинил текст, выполняя пожелание Королевской Оперы, нуждавшейся в комической пьесе. В его либретто деревянная статуя была заменена престарелой болотной нимфой. Круг действующих лиц был расширен — либреттист добавил наперсников и наперсниц главных героев комедии. Основное действие у Отро предварял Пролог «Рождение комедии», оставленный д’Орвилем почти без изменений. Однако д’Орвиль (вероятно, под руководством Рамо) значительно изменил основной текст, сделав Юнону и Ирис второстепенными действующими лицами и выдвинув на первый план Платею, повелительницу лягушек.
«Платея» — первая попытка Рамо в жанре комической оперы, изначально называлась балетом bouffon. Позднее она была отнесена к лирическим комедиям, встав в один ряд с «Паладинами» — ещё одной, но менее удачной, оперой-балетом Рамо. «Платея» была написана для празднования свадьбы дофина Людовика Фердинанда, сына Людовика XV, и инфанты Марии Терезии Испанской, которая, по мнению современников, не отличалась красотой. Несмотря на рискованную тему, представление в Версале было благосклонно принято. Опера, изобилующая пародиями на серьёзную музыку того времени - в первую очередь, «лирическую трагедию», - понравилась королю, который приказал издать партитуру и либретто. Несколько месяцев спустя Рамо получил должность королевского композитора камерной музыки со значительной ежегодной пенсией.

### Музыка
Комическая опера была достаточно редким явлением в эпоху барокко во Франции, и музыковед К. Гирдлестоун выражает своё удивление, что ни один из современников Рамо, кажется, не отметил новаторства «Платеи». Рамо черпал вдохновение в более ранних комических операх, таких как «Амуры Рагонды» («героиня» которой также престарелая кокетка) Жана-Жозефа Муре (1742), или комических операх-балетах, например, Жозефа Бодена де Буамортье «Дон Кихот у герцогини» (1743). Из «Карнавала и Вздорности» Детуша были позаимствованы такие персонажи, как Момус и Вздорность — одна из ключевых фигур «Платеи», музыкальная характеристика которой появляется ещё в первом разделе увертюры.
«Платея» стала одним из самых высоко оценённых произведений Рамо для музыкального театра. После парижской премьеры в 1749 году (единственное придворное представление 1745 года видел лишь узкий круг зрителей, а представители прессы не допускались туда вовсе) о ней восторженно отзывались даже те, кто был его оппонентом во время «Войны буффонов» (споре о достоинствах и недостатках французской и итальянской опер). Ф. М. Гримм в своём «Письме об Омфале» назвал «Платею» «гениальным творением в жанре, который г. Рамо создал во Франции». Непримиримый критик Рамо Жан-Жак Руссо писал о ней, как о «шедевре г. Рамо и самом превосходном музыкальном произведении, какое когда-либо можно было услыхать в нашем театре». Гольбах считал её «предвестницей переворота в оперных вкусах французов», д’Аламбер — «шедевром». В марте 1754 года, после очередного возобновления оперы сразу после изгнания с французской сцены итальянских гастролёров, которым завершилась «Война буффонов», Mercure de France писал о финальной ссоре Платеи и Китерона: «Один из лучших дуэтов, какие есть во французском театре по естественности выражения и правдивости диалога».
Это может объясняться тем, что противники Рамо приняли «Платею» как произведение, прокладывающее путь к более лёгкой форме оперы — buffa, в противовес отмирающей лирической трагедии, к освобождению от рутинных жанровых оков. Композитор объединил всё лучшее из произведений своих предшественников — Детуша, Кампра, Муре, но зашёл гораздо дальше них. Глубокое понимание и погружение в специфику «ярмарочного театра» соединилось с высокой музыкальной культурой. Рамо ощутимо реформировал составляющие французской оперы (вокальный ансамбль, хор, речитатив), придав им более динамики, живости и чёткости; создал выразительную оркестровую партию, использовав завоевания современного ему симфонизма. Строя комедийное действие, Рамо пародирует «серьёзные» итальянские и французские оперы, широко использует лёгкие водевильные вокальные мелодии, синкопирование, звукоподражание, гиперболизированные вокализы.

## История постановок

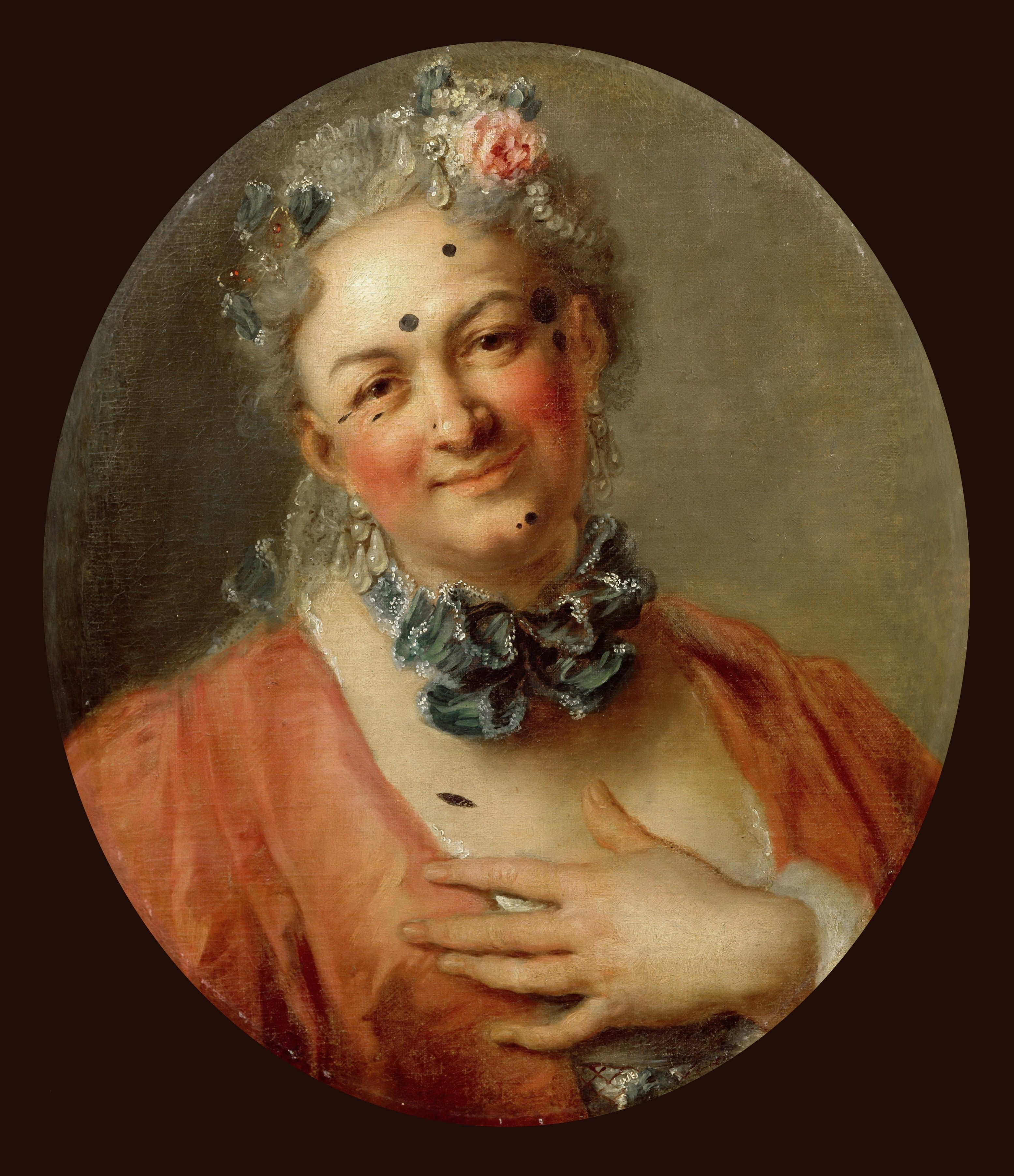
Пьер Желиотт в роли Нимфы Платеи. Худ. Шарль Антуан Куапель (ок. 1745). Париж, Лувр

О версальской постановке 1745 года сохранилось мало сведений. Главная роль была исполнена haute-contre Пьером Желиоттом, известным характерным актёром.
Рамо переработал оперу в сотрудничестве с либреттистом Балло де Сово и поставил её в Королевской академии музыки (первое исполнение — 9 февраля 1749 года). Новая версия имела успех, хотя некоторые зрители были поражены «буффонными вольностями» «Платеи». Опера выдержала шестнадцать представлений, а весной следующего года — шесть. Позднее она была возобновлена в 1750 году и снова — 21 февраля 1754, главную роль исполнял второй haute-contre Оперы Ла Тур. По мнению Родольфо Челлетти, роль Платеи, исполненная Латуром, была самой высокой партией haute-contre, когда-либо написанной Рамо.
Возобновление 1754 года появилось на парижской сцене сразу после изгнания буффонов. До конца сезона спектакль был сыгран восемь раз. Впоследствии пролог оперы «Рождение комедии» многократно исполнялся отдельно в сборных концертах «Фрагменты», причём довольно часто вместе с «Деревенским колдуном» Руссо — первой французской комической оперой. В последний раз при жизни композитора «Платея» ставилась в 1759 году.
Следующая постановка состоялась только в 1901 году в Мюнхене на немецком языке, в вольном переложении Ханса Шиллинг-Цимссена. Французская версия была сыграна в Монте-Карло в 1917 году. Но настоящее возвращение «Платеи» на французскую театральную сцену произошло на фестивале в Экс-ан-Провансе в 1956 году, где заглавную роль исполнил молодой тенор Мишель Сенешаль. Сенешаль снова исполнял эту партию в Опера-Комик в 1977 году. Премьера «Платеи» в Великобритании прошла в 1983 году, а в Соединённых Штатах — в 1987.
«Платея» была возобновлена в Парижской опере в апреле 1999 года (режиссёр — Лоран Пелли, дирижёр — Марк Минковски). Эта версия была позднее записана на DVD с Жаном-Полем Фушекуром, а затем и Полом Эгнью в главной роли. Опера была также поставлена в 1997 году на Эдинбургском фестивале как совместная продукция Нью-Йорк Сити Оперы и Mark Morris Dance Group. Режиссёром постановки выступил руководитель танцевальной труппы Марк Моррис. Спектакль был показан в Лондоне и Соединённых Штатах. В рамках фестиваля «Лето 2007» постановка Лорана Пелли для Парижской Оперы была возобновлена Оперой Санта-Фе с частью прежних исполнителей (дирижёр — Гарри Бикет). Среди наиболее удачных исполнений партии Платеи — главного и самого интересного и живого персонажа в «опере без положительного героя» — специалисты отмечают работы Мишеля Сенешаля, Жиля Рагона, Жана-Поля Фушекура и Пола Эгнью.

## Роли
| Роль                            | Певческий голос                    | Премьера 31 марта 1745 (Дирижёр: —)     | Вторая версия 9 февраля 1749 (Дирижёр: —) |
| Пролог: Рождение комедии        | Пролог: Рождение комедии           | Пролог: Рождение комедии                | Пролог: Рождение комедии                  |
| ------------------------------- | ---------------------------------- | --------------------------------------- | ----------------------------------------- |
| Феспис, создатель комедии       | haute-contre (высокий тенор)       | Ла Тур                                  | Франсуа Пуарье                            |
| Момус, бог сатиры               | бас-баритон                        | Альбер (фр. Le Sr Albert)               | Ла Марр                                   |
| Талия, муза комедии             | сопрано                            | Мари Фель                               | Мари-Анжелик Купе                         |
| Амур                            | сопрано                            | Мари-Анжелик Купе                       | Мадемуазель Розали                        |
| Сатир                           | бас-баритон                        | Бенуа (фр. Le Sr Benoit)                | Персон                                    |
| Девушки, собирающие виноград    | сопрано                            | Мадемуазель Карту и мадемуазель Дальман | Мадемуазель Карту и мадемуазель Шефдевиль |
| Балет (лирическая комедия)      |                                    |                                         |                                           |
| Китерон, царь горы Китерон      | бас-баритон                        | Франсуа Ле Паж                          | Франсуа Ле Паж                            |
| Меркурий, посланник богов       | haute-contre                       | Жан Антуан Берар                        | Франсуа Пурье                             |
| Платея, травести-роль           | haute-contre                       | Пьер Желиотт                            | Ла Тур                                    |
| Кларина, наперсница Платеи      | сопрано                            | Мадемуазель Бурбонне                    | Мари-Анжелик Купе                         |
| Наяда, наперсница Платеи        | сопрано                            | Мадемуазель Метц                        | ?                                         |
| Юпитер, царь богов              | бас-баритон                        | Клод Луи Доминик Шассе                  | Персон                                    |
| Вздорность (фр. La Folie)       | сопрано                            | Мари Фель                               | Мари Фель                                 |
| Юнона, жена Юпитера             | сопрано                            | Мари-Жанна Феш, мадемуазель Шевалье     | Луиза Жаске                               |
| Момус                           | taille (баритенор) или бас-баритон | Луи Антуан Кювилье                      | Ла Марр                                   |
| Ирис, наперсница Юноны          | мим                                |                                         | ?                                         |
| Животные, ученики, хор, танцоры |                                    |                                         |                                           |

## Сюжет

### Пролог ("Рождение комедии")
На сельском празднике в честь Вакха хор пастухов и менад будит поэта Фесписа, спящего после ночной попойки. В ответ на требования позабавить их новыми шутками, Феспис начинает высмеивать ветреность самих менад и пьянство и непостоянство их возлюбленных. Хор требует, чтобы Феспис заснул опять. Появляется муза комедии Талия и призывает Фесписа продолжать: ничто не должно укрыться от голоса правды. К музе присоединяется бог празднеств и пиров Мом: насмешки не должны обойти и богов, если они того заслуживают. К двум небожителям с наигранным гневом присоединяется Амур и требует своей доли в новом небывалом зрелище - комедии, которая должна развлекать, смешить и исправлять.

### Акт 1
Над горой Киферон бушует непогода. Меркурий спускается с небес и объясняет испуганному царю Киферону, что причина небывалой бури в ревности Юноны, а сам Меркурий послан Юпитером на землю, чтобы замести следы измен своего отца. Киферон готов предложить ему верное средство: Юпитер для отвода глаз сделает вид, что любит уродливую болотную нимфу Платею, которая убеждена в своей редкой красоте. Когда Юнона увидит Юпитера и Платею вместе, она поймёт, что все это не более, чем шутка, а её ревность напрасна.
Меркурий согласен испробовать план и возвращается на Олимп. Из болота появляется Платея и настойчиво флиртует с Кифероном, но царь под благовидным предлогом скрывается. К разозленной отказом нимфе слетает с неба Меркурий и возвещает ей, что сам Громовержец мечтает о её любви. Платея торжествует, хор лягушек славит болото и свою повелительницу.

### Акт 2
Юнона, введённая в заблуждение Меркурием, отправляется на поиски новой возлюбленной Юпитера в Афины. Между тем Платея погружена в мечты о своём будущем величии. К болоту, в сопровождении бога пиров Мома, прибывает Юпитер. Сначала он принимает образ осла (оркестр имитирует ослиный рёв), потом совы, и, наконец, в истинном своём обличье, в раскатах грома и при ярких вспышках света, предстаёт перед Платеей. Громовержец признается полуживой от страха нимфе в любви. Хор насмешливо превозносит красоту Платеи. Появляется Безумие, укравшее лиру Аполлона, чтобы в украшенной пародийной колоратурой арии воспеть любовь солнечного бога и Дафны. Акт заканчивается танцами свит Мома и Безумия.

### Акт 3
Приготовления к свадьбе Юпитера и Платеи идут полным ходом. Появляется Мом, небрежно переодетый под Амура, и подносит Платее подарки, которые все как один приходятся ей не по вкусу. Начинается свадебная церемония. Юпитер, как может, оттягивает время, не желая произносить клятву верности уродливой и сварливой нимфе, которая требует поскорее сделать её повелительницей небес. Наконец, врывается Юнона и в ярости срывает с «невесты» фату, видит Платею, хохочет и прощает Юпитера. Боги поднимаются на небо, униженная Платея ищет благосклонности Киферона, но отвергнута и им. Извергая проклятия всем и каждому, нимфа под насмешки хора скатывается в своё болото.

## Дискография
- 1956: Orchestre de la Société du Conservatoire, дирижёр — Ханс Росбауд. Мишель Сенешаль (Платея), Жанин Мишо (Вздорность), Николай Гедда (Феспис, Меркурий), Жак Жансен (Китерон), (аудио CD EMI)
- 1988: La Grande Écurie et la Chambre du Roy / Ж. К. Мальгуар (аудио CD; Calliope)
- 1989: Оркестр Les Musiciens du Louvre, дирижёр — Марк Минковски. Жиль Рагон (Платея), Бернар Делетр (Китерон, Момус), Дженнифер Смит (Вздорность, Талия), Венсан Ле Тексье (Юпитер, Сатир) и Ги де Мей (Феспис, Меркурий) (аудио CD: WEA International B000009IU9)
- 2003: Парижская опера, дирижёр — Марк Минковски. Пол Эгнью (Платея), Мирей Делюнш (Вздорность, Талия), Ян Бёрон (Феспис, Меркурий), Венсан Ле Тексье (Юпитер), Лоран Наури (Китерон, Сатир) (DVD Kultur D2919)

## Комментарии
1. ↑  Об этом барочном певческом голосе см., например, статью Bernard Schreuders. La Haute-Contre (фр.). Muse Baroque. Дата обращения: 10 января 2014. Архивировано из оригинала 10 января 2014 года..